# Velvet (album Adama Lamberta)
Velvet – czwarty studyjny album amerykańskiego piosenkarza Adama Lamberta. Wydawnictwo ukazało się 20 marca 2020 roku nakładem wytwórni muzycznej More Is More oraz Empire. Krążek zawiera sześć utworów z minialbumu Velvet: Side A, którego premiera miała miejsce 27 września 2019 roku. W ramach promocji albumu zaplanowano koncerty w Europie na przełomie sierpnia i września 2020 roku.

## Lista utworów
| Nr  | Tytuł utworu                | Autorzy                                                                     | Produkcja              | Długość |
| --- | --------------------------- | --------------------------------------------------------------------------- | ---------------------- | ------- |
| 1.  | „Velvet”                    | Adam Lambert, Ryan Daly, Michael Busbee, Jeremy Dussolliet, Timothy Sommers | Timothy Sommers        | 2:58    |
| 2.  | „Superpower”                | Lambert, Ilsey Juber, Thomas Schlieter                                      | Tommy English          | 3:10    |
| 3.  | „Stranger You Are”          | Lambert, Kes Kross, Steve Booker                                            | Steve Booker           | 2:52    |
| 4.  | „Loverboy”                  | Lambert, Gabriel Simon, Schlieter, Angelo Petraglia                         | English                | 3:20    |
| 5.  | „Roses” (z Nilem Rodgersem) | Lambert, Kross, Frederik Ball                                               | Fred Ball              | 3:49    |
| 6.  | „Closer to You”             | Lambert, Asia Whiteacre, Robert McCurdy, Christopher Petrosino              | NoiseClub              | 4:19    |
| 7.  | „Overglow”                  | Lambert, Amy Kuney, Butch Walker, Uzoechi Emenike                           | Butch Walker           | 3:32    |
| 8.  | „Comin in Hot”              | Lambert, Katie Pearlman, Michelle Buzz, Andre Davidson, Sean Davidson       | The Monarch            | 2:48    |
| 9.  | „On the Moon”               | Lambert, Samuel Falson, Brittany Burton, Jorgen Odegard, Alexander Go       |                        | 3:58    |
| 10. | „Love Don't”                | Lambert, Joseph Janiak                                                      |                        | 3:40    |
| 11. | „Ready to Run”              | Lambert, Kross, Ball                                                        | Ball                   | 3:09    |
| 12. | „New Eyes”                  | Lambert, Paris Carney, Jamie Seirota                                        | Jamie Seirota          | 3:44    |
| 13. | „Feel Something”            | Lambert, Benedict Cork, Joshua Cumbee                                       | AFSHeeN, Joshua Cumbee | 2:58    |
|     |                             |                                                                             |                        | 44:17   |

## Notowania
| Lista (2020)                      | Najwyższa pozycja |
| --------------------------------- | ----------------- |
| Australia (ARIA Charts)           | 8                 |
| Belgia (Ultratop 50 Flandria)     | 112               |
| Belgia (Ultratop 50 Walonia)      | 194               |
| Hiszpania (PROMUSICAE)            | 66                |
| Niemcy (Media Control Charts)     | 77                |
| Stany Zjednoczone (Billboard 200) | 89                |
| Szkocja (OCC)                     | 19                |
| Szwajcaria (Schweizer Hitparade)  | 67                |
| Wielka Brytania (UK Albums Chart) | 5                 |